# 新潟警察署
新潟警察署（にいがたけいさつしょ）は、新潟県警察が管轄する警察署の一つである。

## 管轄区域
- 新潟市中央区の新潟島を除く全域
  - 新潟島地区は新潟中央警察署の管轄。

## 所在地
- 新潟県新潟市中央区上所1丁目2-1

## 沿革
- 1877年（明治10年） - 新潟警察署沼垂分署として発足
- 1954年（昭和29年） - 新潟東警察署に改称
- 1986年（昭和61年） - 現在地に移転新築
- 2017年（平成29年）9月1日 - 新潟警察署に改称。管轄だった東区の地域は新設された新潟東警察署へ移管。また、従来江南警察署管轄であった中央区山潟地区を追加。
- 2026年（令和8年） - 新潟中央警察署と統合予定[1]。

## 組織
- 警務課
- 会計課
- 留置管理課
- 生活安全課
- 地域第一課
- 地域第二課
- 地域第三課
- 刑事第一課
- 刑事第二課
- 交通課
- 警備課

## 交番
- 県庁前交番（新潟市中央区新光町4-1）
- 女池交番（新潟市中央区女池南3丁目6-2）
- 万代交番（新潟市中央区下大川前通2ノ町2230） - 新潟駅前交番と統合予定
- 笹口交番（新潟市中央区笹口2丁目1-21）
- 新潟駅前交番（新潟市中央区花園1丁目1-13）
- 弁天橋交番（新潟市中央区弁天橋通1丁目4-27）
- 沼垂交番（新潟市中央区沼垂東3丁目3-14）